# ریگ ملک
ریگ ملک، شهری در بخش ریگ ملک شهرستان میرجاوه در استان سیستان و بلوچستان ایران است. این شهر، مرکز بخش ریگ ملک است.

## جمعیت
بر پایه سرشماری عمومی نفوس و مسکن در سال ۱۳۹۵، جمعیت شهر ریگ ملک برابر با ۱٬۶۸۸ نفر (۴۱۰ خانوار) بوده‌است.